# Macromitrium mosenii
Macromitrium mosenii är en bladmossart som beskrevs av Brotherus 1895. Macromitrium mosenii ingår i släktet Macromitrium och familjen Orthotrichaceae. Inga underarter finns listade i Catalogue of Life.